# Хеймо, Конрад Станислав
Конрад Станислав Хеймо (род. 1936) — польский священник доминиканец, помощник Иоанна Павла II, обвинённый в сотрудничестве с польскими спецслужбами. Кроме работы с понтификом он в течение двух десятилетий отвечал за размещение польских паломников на территории Ватикана.

## Биография
Хеймо работал в Ватикане с 1979 года, а с 1984 руководил папским центром Corda Cordi, созданном для поляков, приезжавших в Ватикан. В его функции входило проведение аудиенций польских паломников — как групп, так и одиночек — с папой римским. Он распределял билеты на папские мессы и общие аудиенции по средам. Хеймо готовил списки паломников, которые потом представляли Папе, а потом сопровождал приехавших на личные встречи. Иоанна Павла II проводил их до своей болезни для своих соотечественников. На них он фотографировался со всеми гостями. Эта возможность Конрада притягивала к нему множество соотечественников, которые иногда через него получали возможность увидеться с Папой.
Через месяц после смерти Иоанна Павла II директор польского Института национальной памяти Леон Керес объявил, что Хеймо, начиная с восьмидесятых годов, занимался слежкой за папой римским. По его словам, информация была обнаружена одним из журналистов, допущенных к архивам секретной службы Польши. На той же пресс-конференции было заявлено, что у Хеймо был позывной «Hejnal»(по-польски — «колокольный звон») или «Dominik». Он не числился в архивах службы как «шпион», а значился как «оперативный контакт», то есть, был важным источником информации для польских спецслужб, что не значит, что он был завербован разведкой. Досье на Хеймо насчитывало 700 страниц.
Информация вызвала противоречивую реакцию среди польского эстеблишмента. Хеймо опроверг сотрудничество со спецслужбами, подтвердив лишь, что передавал отдельные копии своих докладов, предназначенных для церковных чиновников, одному поляку, который проживал в Германии. По версии Станислава тот мог быть связан с немецким епископатом.